# Canthon chiriguano
Canthon chiriguano är en skalbaggsart som beskrevs av Martinez och Halffter 1972. Canthon chiriguano ingår i släktet Canthon och familjen bladhorningar. Inga underarter finns listade.